# Intentia
Intentia var ett svenskt företag som startades som ett konsultföretag inom logistik och produktion 1984 som arbetade med programpaketet IBM MAPICS. Under 1990-talet drogs företaget med i IT-bubblan och även dess krasch vid sekelskiftet. Intentia huvudkontor låg i Danderyds kommun. Intentia köptes upp av Lawson Software år 2005 för 3,5 miljarder kronor och avnoterades från börsens O-lista den 26 maj 2006. Namnet är en ordlek på "Inte en tia" då grundarna var fattiga studenter.